# Black and White (chanson d'AAA)
Pour les articles homonymes, voir Black and White.
Singles de AAA
Chewing Gum
(2006) Get Chu! / SHE no Jijitsu
(2007)
Black and White est le douzième single du groupe AAA sorti sous le label Avex Trax le 6 décembre 2006 au Japon. Il atteint la quinzième place du classement de l'Oricon. Il se vend à 17 595 exemplaires la première semaine et reste classé 7 semaines, pour un total de 24 883 exemplaires vendus.
Samurai heart -Samurai Tamashii- et Winter lander!! sont présentes sur la compilation Attack All Around, sur l'album remix AAA Remix ~non-stop all singles~, ainsi que sur l'album All.

## Liste des titres
| 1. | Samurai heart -Samurai Tamashii- (Samurai heart -侍魂-)                       | Sasaki Osamu      | Ikoman, Vrij      | 4:04 |
| 2. | Winter lander!!                                                               | Jam               | Miki Watanabe     | 4:16 |
| 3. | Hurricane Riri, Boston Mari (Live version) (ハリケーン・リリ、ボストン・マリ) | Mashima Masatoshi | Mashima Masatoshi | 6:41 |
| 4. | Samurai heart -Samurai Tamashii- (instrumental) (Samurai heart -侍魂-)        | Sasaki Osamu      | Ikoman, Vrij      | 4:04 |
| 5. | Winter lander!! (instrumental)                                                | Jam               | Miki Watanabe     | 4:13 |

| 1. | Samurai heart -Samurai Tamashii- (Samurai heart -侍魂-) |  |

| 1. | Winter lander!! |  |